# Kihira Tadayoshi

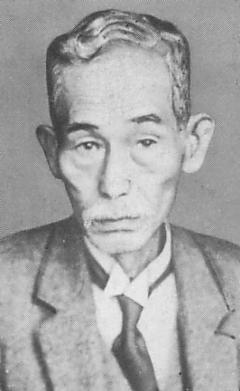
Kihira Tadayoshi

Kihira Tadayoshi (japanisch 紀平 正美, auch Kihira Masami gelesen; geboren 30. April 1874 in Noguchi (野口村), Bezirk Anō（安濃郡）(heute Tsu) in der Präfektur Mie; gestorben 19. September 1949) war ein japanischer Philosoph.

## Leben und Werk
Kihira Tadayoshi schloss im Jahr 1900 sein Studium an der Philosophischen Fakultät der Universität Tokio ab. 1919 wurde er Professor an der Adelshochschule in Tōkyō, der heutigen Gakushūin-Universität. Von 1932 bis 1943 war er ein aktives Mitglied des „Kokumin Seishin Bunka Kenkyūjo“ (国民精神文化研究所), etwa „Forschungsinstitut zum nationalen Volksgeist“.
Obwohl Kihara sich schon früh mit Hegel befasste und grundlegende Schriften, wie „Gyō no tetsugaku“ (行の哲学), etwa „Philosophie der asketischen Übung“ (1929) verfasste, wandte er sich in den dreißiger Jahren ganz der japanischen geistigen Tradition zu und entwickelte eine nationalbetonte Philosophie, so in seiner Publikation „Nihon no seishin“ (日本の精神), die er 1930 veröffentlichte.
Nach Ende des Pazifikkriegs wurde Kihara von einer öffentlichen Betätigung ausgeschlossen. Bestattet wurde er am Tempel Anyŏji (安養寺) in seiner Heimat.

## Publikationen (Kleine Auswahl)
- Shinrigaku no gairon (心理学概論) 1901
- Hegel-shi tetsugaku taikei (へ－ゲル氏哲学体系) 1905
- Jinkaku no chikara (人格の力) 1906
- Saishin rorigaku kōyō (最新論理学綱要) 1907
- Shinshiki-ron (認識論) 1914
- Tetsugaku gairon (哲学概論) 1915
- Jiga-ron (自我論) 1915
- Wumen-guan kaishaku (無門関解釈) 1918[A 1]
- Gyō no tetsugaku (行の哲学) 1923
- Sangan tennyū no ronri (三願転入の論理) 1925
- Ronrigaku oyobi tetsugaku no kisogaien (論理学及哲学の基礎概念) 1928
- Nihon seishin (日本精神) 1930
- Shinri towa nanzoya (真理とは何ぞや) 1934
- Jishō-katei toshite no rekishi (自証過程としての歴史) 1934
- Renge Ōza (蓮華王座) 1937
- Gakusha no honbun (学者の本分) 1938
- Chi to gyō (知と行) 1938
- Naruhodo no tetsugaku (なるほどの哲学) 1942
- Hito to bunka (人と文化) 1948
- Ronrigaku (論理学) 1949